# واریزه

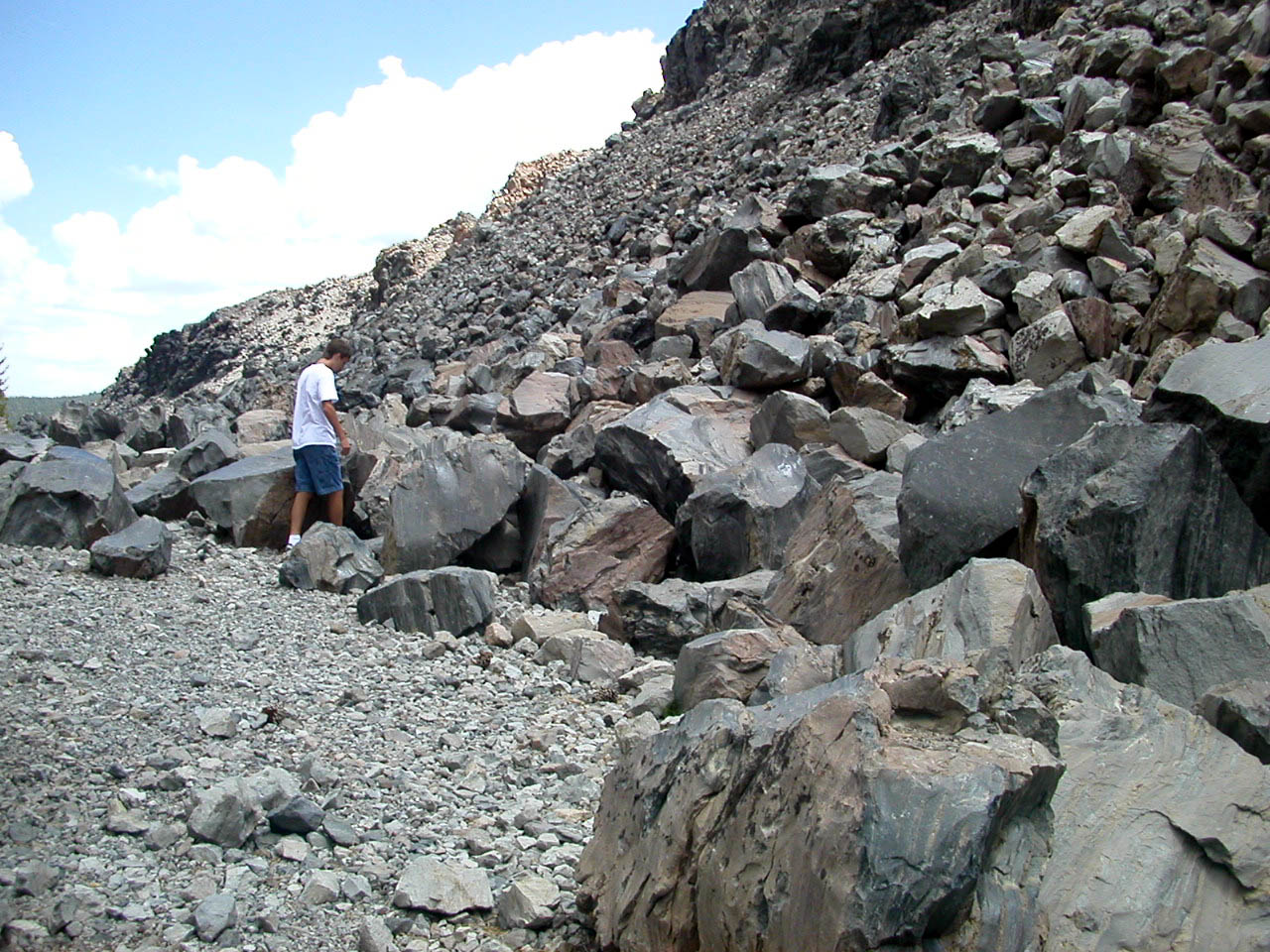
واریزه ابسیدین (تالوس) در کالیفرنیا.

واریزه (انگلیسی: Debris) به‌طور کلی به خرده‌سنگ، آوار، قطعات باقی‌مانده و دورریخته از اشیای تخریب‌شده گفته می‌شود.
اصطلاح واریزه در زمین‌شناسی به قطعات سنگی بزرگ و بقایای حاصل از زمین‌لغزش، آتشفشان، انفجار، ریزش بهمن، گل‌شار، ذوب و پسروی یخچال طبیعی، یخ‌رفت، گل‌رود، انفجار گدازه و سایر فرایندها و پدیده‌های طبیعی گفته می‌شود.
واریزه‌های زمین‌شناختی گاهی در جریان‌ها و جویبارها جاری‌شده و جریان واریزه را پدیدمی‌آورد. در صورت تجمع واریزه‌ها در پای دامنه‌ها و شیب‌ها، آن را تالوس (talus) یا واریزه دامنه‌ای (scree) می‌نامند.
در علوم و مشاغل مربوط به معدن، واریزه‌ها را attle می‌نامند که شامل قطعات سنگی به همراه مقدار کمی کانه یا بدون آن است.